# الدفتر (برمجية)
الدفتر هو برنامج مُعالج كلمات يحتوي على خيارات تنسيق أساسية للنصوص، يأتي مُضمنًا في جميع إصدارات نظام التشغيل «مايكروسوفت ويندوز» اعتبارًا من ويندوز 95 وما أعلى. مكتوب باستخدام مايكروسوفت فونديشن كلاس لايبراري [الإنجليزية]، ويأتي البرنامج مع ملف تعليمات يصف واجهة المستخدم الخاصة به.

## التاريخ

### الأُصول
تقوم شركة مايكروسوفت بتثبيت البرنامج مع إصدارات ويندوز تلقائيًّا مُنذ عام 1995 (بدأً مِن نظام ويندوز 95)، ليوفِّر مُعَالِجًا أساسيًّا للكلمات للمُستخدمين. وقد صُمِّمَ هذا البرنامج ليحل محل تطبيق مايكروسوفت رايت [الإنجليزية] السَّابق. اعتبارًا مُنذ إصدار ويندوز 10 التجريبي «Build 19551» الذي أُطلق في فبراير 2020، أصبح برنامج الدفتر ضِمن المزايا الاختياريَّة في نظام التشغيل.

### تاريخ واجِهة المُستخدم
في ويندوز 7، تم تحديث واجهة مستخدم البرنامج بإضافة شريط [الإنجليزية] مُماثل للشريط الموجود في مايكروسوفت أوفيس.
في إصدارٍ داخلي من نظام التشغيل ويندوز 10 لعام 2020، تم تعديل الدفتر ليشمل إشعارات إعلانيَّة لتطبيقات ويب أوفيس.

### توَّقف التطبيق
| ” | لم يعد يتم تحديث برنامج الدفتر وستتم إزالته في إصدارٍ مُستقبليِّ من ويندوز. نُوصي باستخدام مايكروسوفت وورد للمُستندات النصيَّة الغنيَّة مثل .doc [الإنجليزية] و.rtf [الإنجليزية] والمفكرة للمُستندات النصيَّة العاديَّة مثل .txt. (مايكروسوفت) | “ |

في يوم الجُمعة 1 سبتمبر 2023، أعلنت شركة مايكروسوفت أنَّها ستتوقف عن استخدام برنامج الدَّفتر في تحديثٍ مُستقبليِّ، لأنَّهُ لم يعد قيد التطوير النشط، وذلك بعد 28 عامًا مِن تضمينه في نظام التشغيل، وكشفت الشركة أنَّ البرنامج لم يعد قيد التحديث وسيُزال في إصدارٍ مُستقبليِّ من نظام ويندوز؛ ومع ذلك، فإنَّ الشركة لم تُحدِّد توقيتًا دقيقًا لإيقاف البرنامج.

## الأمن
في 2023، ظهرت حملة برمجيَّات ضارة جديدة من كيو بوت [الإنجليزية] تقوم بإساءة استخدام خطأ؛ لغرض اختطاف مكتبة الربط الديناميكي (DLL) في برنامج الدفتر بويندوز 10 لإصابة أجهزة الكمبيوتر، ومن أجل تجنب الكشف عن طريق برمجيات أمن الحاسوب.

## صيغ الملفات المدعومة
| امتداد الملف | وصف                                                                         |
| ------------ | --------------------------------------------------------------------------- |
| .doc         | صيغة ملف لمايكروسوفت وورد [الإنجليزية] أُزيل دعم هذا التنسيق في ويندوز فيستا |
| .docx        | تنسيقات ملفات XML المفتوحة لأوفيس [الإنجليزية]، أُضيفت في ويندوز 7           |
| .odt         | صيغة «أوبن ديكيومنت»، أُضيفت في ويندوز 7                                     |
| .rtf         | تنسيق نصي غني [الإنجليزية] وهو التنسيق الافتراضي للبرنامج                   |
| .txt         | ملف نصي                                                                     |
| .wri         | صيغة ملف برنامج الكتابة [الإنجليزية]                                        |

في ويندوز فيستا، يعد برنامج الدفتر محدود الفائدة لأنَّهُ يدعم فقط التنسيق النصي الغني [الإنجليزية] (RTF) والملف النصي العادي (TXT). تمَّت إزالة دعم قراءة ملفات صيغة ملف لمايكروسوفت وورد [الإنجليزية] في ويندوز فيستا، بسبب مشاكل العرض والتنسيق غير الصحيحة، ولأن نشرة أمان مايكروسوفت أبلغت عن وجود ثغرة أمنية في فتح ملفات وورد في الدفتر.